# Friedrich-Ebert-Brücke (Bonn)

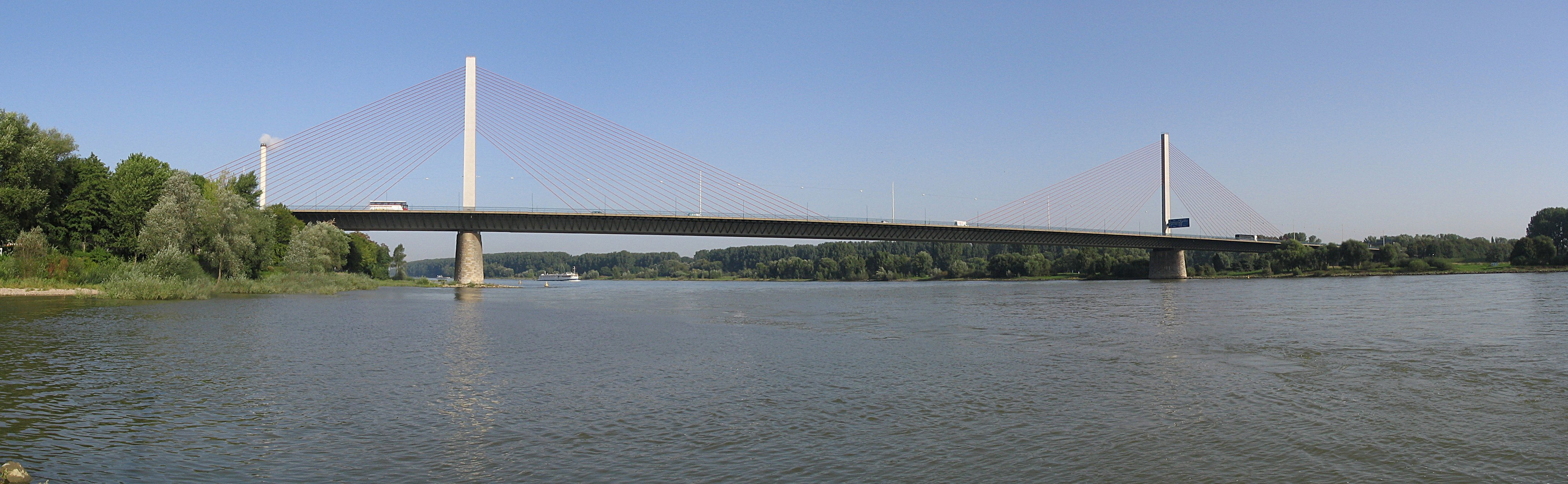
Die Friedrich-Ebert-Brücke von Süden (2006)

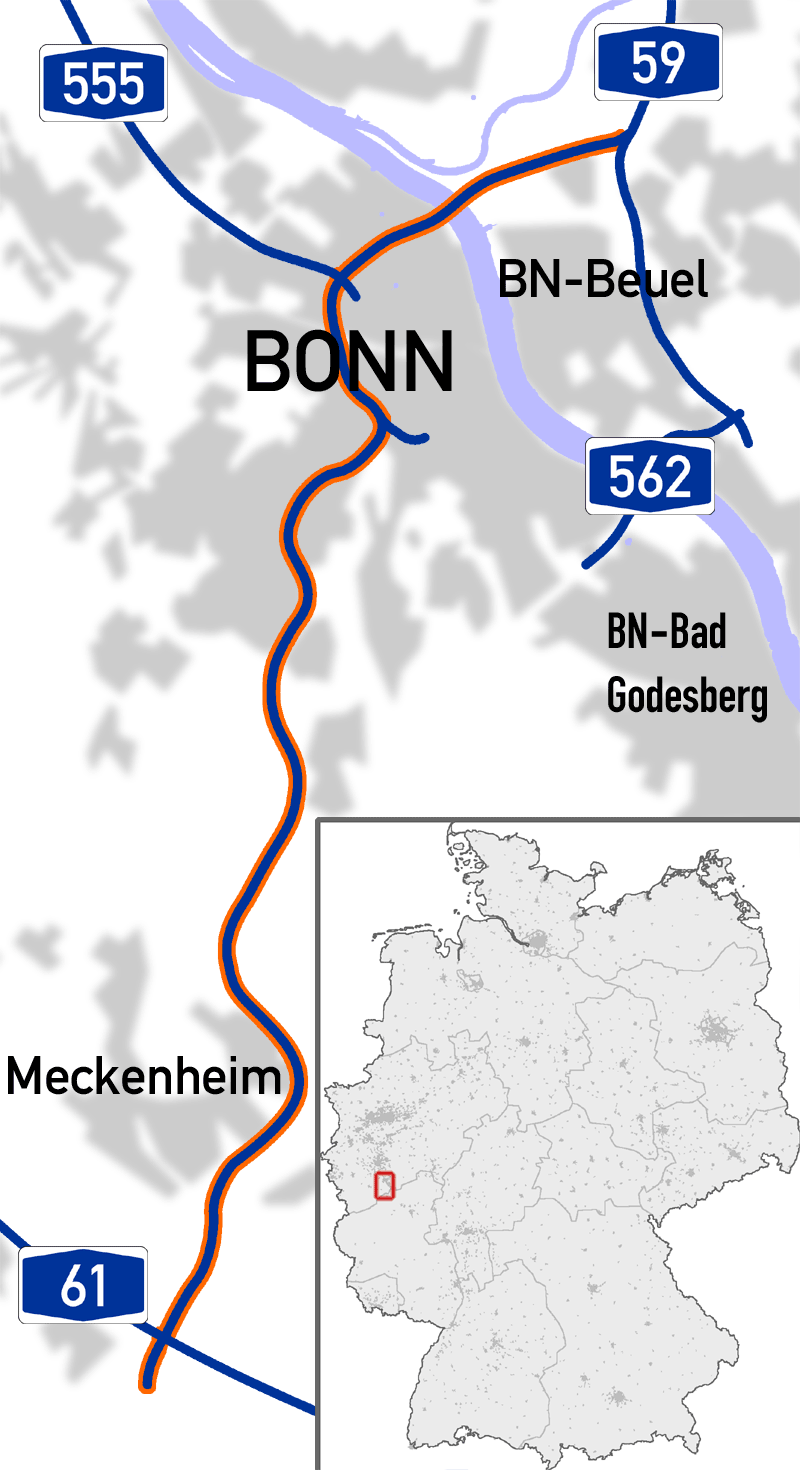
Verlauf der Bundesautobahn 565, der den Rhein querende Abschnitt führt über die Friedrich-Ebert-Brücke

Die Friedrich-Ebert-Brücke, lokal als Nordbrücke bezeichnet, ist die nördliche der drei Bonner Rheinbrücken. Sie verbindet den Bonner Stadtbezirk Beuel mit dem Stadtbezirk Bonn. Über sie führt die Bundesautobahn 565, die als Bonner Nordtangente die A 61, die A 555 und die A 59 miteinander verbindet. Sie befindet sich bei Rheinkilometer 657,145 und kreuzt den Rhein in einem Winkel von etwa 107,29°. Die Brücke wurde am 28. Juni 1967 für den Verkehr freigegeben und nach dem ersten Reichspräsidenten Deutschlands Friedrich Ebert benannt.

## Bauwerk
Die Friedrich-Ebert-Brücke ist inklusive der beiden Vorlandbrücken etwa 1290 m lang. Die Strombrücke war die erste moderne Schrägseilbrücke, bei der ein Vielseilsystem statt der vorher üblichen wenigen Schrägseile verwendet wurde. Die Trasse der Autobahn weist im Brückenbereich im Grundriss eine S-Form auf. In den Abschnitten der Vorlandbrücken sind gegensinnig gerichtete Übergangsbögen mit Radien von 644 m linksrheinisch sowie 1000 m rechtsrheinisch vorhanden, der Bereich dazwischen mit der Strombrücke ist fast geradlinig trassiert.
Linksrheinisch verläuft die Brücke entlang der Grenze zwischen den dem Stadtbezirk Bonn zugehörigen Ortsteilen Bonn-Castell und Graurheindorf, der rechtsrheinische Abschnitt liegt vollständig im Ortsteil Schwarzrheindorf/Vilich-Rheindorf, der Teil des Stadtbezirks Beuel ist.

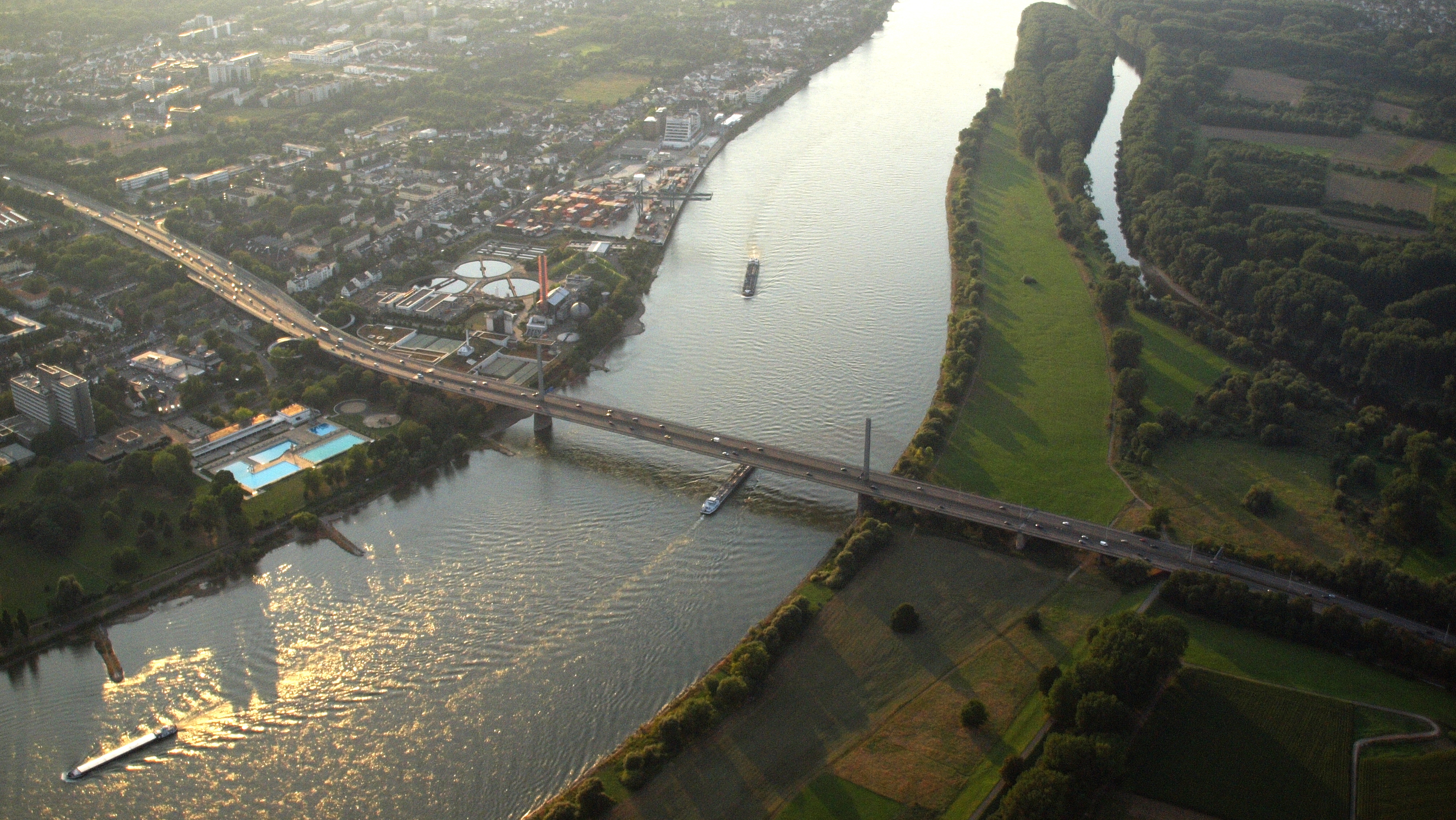
Friedrich-Ebert-Brücke aus südöstlicher Richtung, rechts oben die Siegmündung

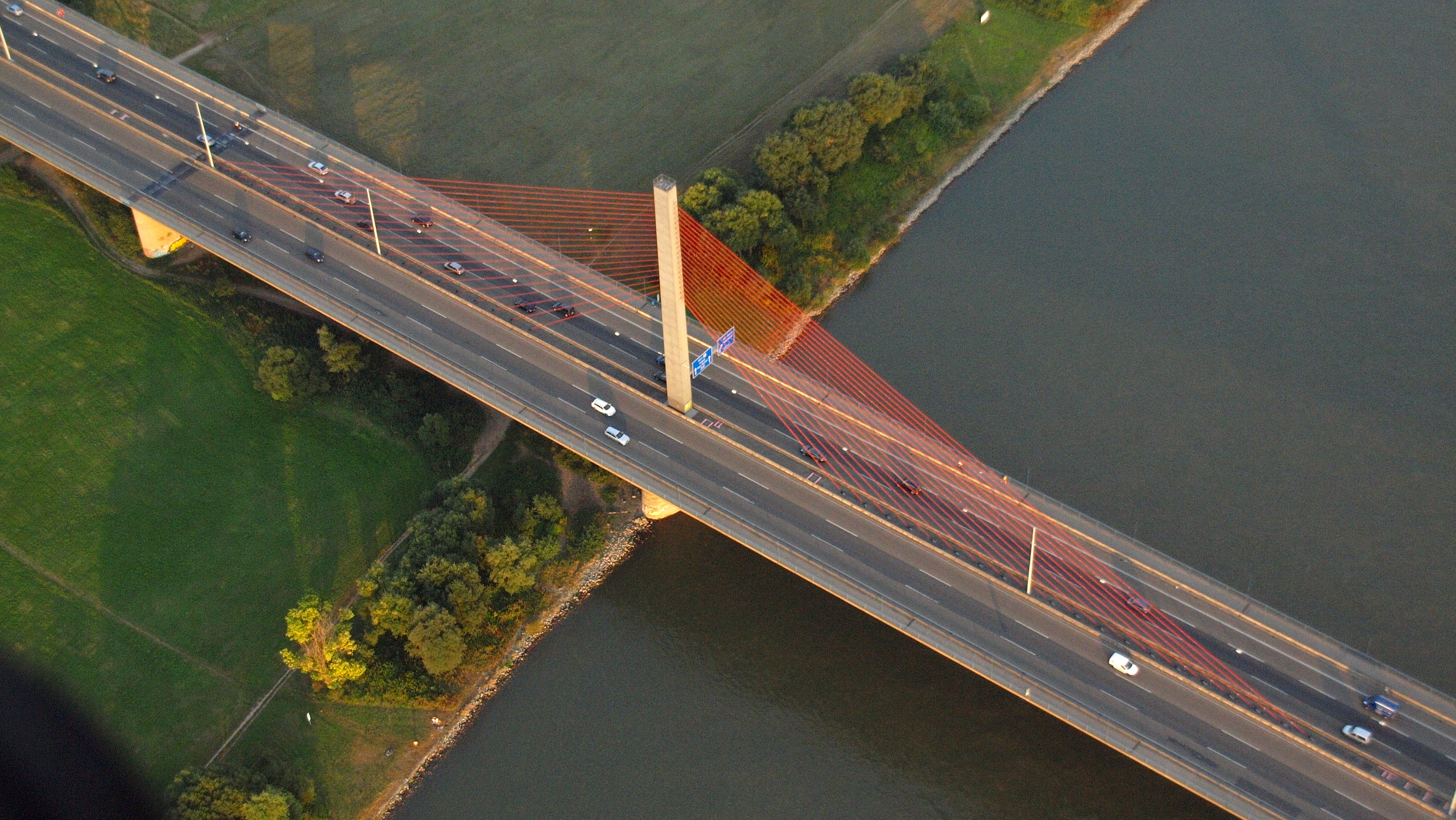
Östlicher Pylon der Friedrich-Ebert-Brücke

### Linksrheinische Vorlandbrücke
Die linksrheinische Vorlandbrücke ist eine 660 m lange Hochstraße in Spannbeton-Bauweise. Sie ist, aufgrund der Anschlussstelle Bonn-Auerberg, zwischen 28,50 m und 44 m breit. Das Bauwerk ist ein Durchlaufträger über 21 Felder mit Stützweiten zwischen 28 m und 44 m. Das Tragwerk besteht aus zwei Hohlkästen und ist längs und quer vorgespannt.

### Rechtsrheinische Vorlandbrücke
Die rechtsrheinische Vorlandbrücke ist ein 110 m langer Durchlaufträger aus Spannbeton über zwei Felder mit 53,50 m Stützweite. Die beiden getrennten Überbauten bestehen aus jeweils dreistegigen Plattenbalken, die durch zwei lastverteilende Querträger zu einem Kreuzwerk verbunden sind. Sie wurden längs und quer beschränkt vorgespannt.

### Strombrücke

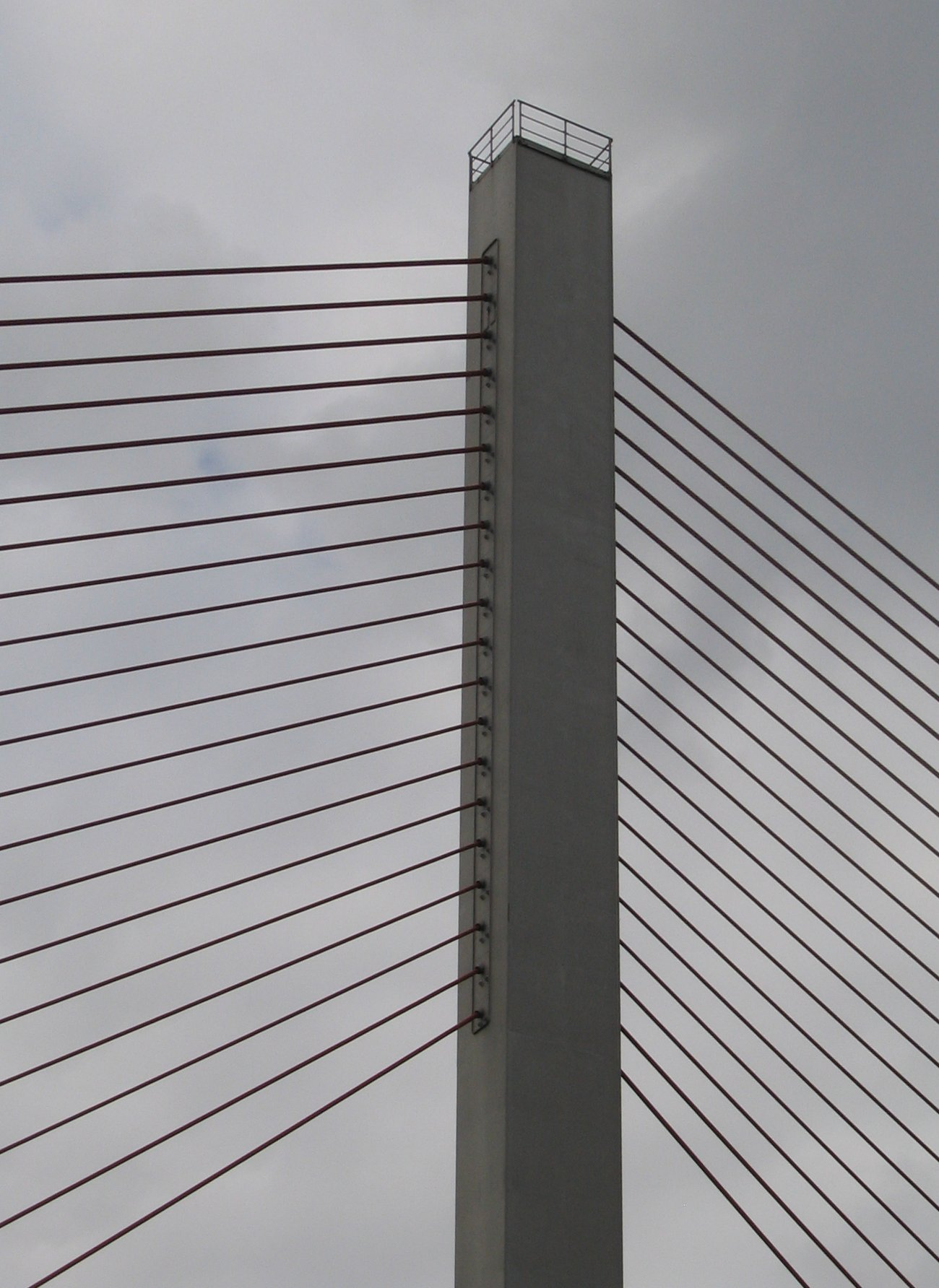
Der westliche Pylon im Detail.

Die Strombrücke ist eine 520,20 m lange stählerne Mittelträger-Schrägseilbrücke. Das Dreifeldbauwerk hat eine Mittelöffnung von 280 m, die äußeren Spannweiten betragen jeweils 120,10 m. Die Tragkonstruktion besteht aus dem als 12,6 m breiter Hohlkasten ausgeführten Versteifungsträger, zwei auf Strompfeilern querschnittmittig angeordneten 55 m hohen, voll verschweißten Stahlpylonen sowie dem aus insgesamt 80 fächerförmig angeordneten Einzelseilen bestehenden Seilwerk, welches den Versteifungsträger über die Pylone abträgt. Auf einer 29 m breiten orthotropen Platte aus Stahl liegen zwei, jeweils aus drei Fahrspuren bestehende, 12,50 m breite Fahrbahnen. Die Kappen aus Beton bilden einen 2,75 m breiten Fahrradweg im Norden und einen ebenfalls 2,75 m breiten Fußweg im Süden. Insgesamt ist die Brücke 36,30 m breit.

## Geschichte

### Planung
1960–1961 wurde der zweckmäßigste Standort mit möglichst großer Stadtnähe für die Rheinbrücke untersucht. Die Linienführung der Nordtangente musste an die vorhandene Bebauung und die Lage der geplanten Brücke angepasst werden. Den Entwurf erstellte der Hagener Bauingenieur Hellmut Homberg als Schrägseilbrücke mit harfenförmig angeordneten Seilen. Die bis dahin erste, der heute weit verbreiteten Schrägseilbrücken in dieser Bauweise. Für die gestalterische Konzeption zeichnete der Darmstädter Architekt Heinrich Bartmann verantwortlich. Mitte 1963 wurde der Bau der Brücke, aufgeteilt in drei Lose, öffentlich ausgeschrieben. Die Auftragsvergabe erfolgte an eine Arbeitsgemeinschaft bestehend aus den Bauunternehmen Grün & Bilfinger, Philipp Holzmann, Paproth (Unterbauten der Strombrücke), Hein, Lehmann & Co. AG (Überbau der Strombrücke) sowie Bauwens (Rechtsrheinische Vorlandbrücke). Der Auftrag zum Bau der linksrheinischen Vorlandbrücke wurde davon unabhängig vergeben.

### Bau

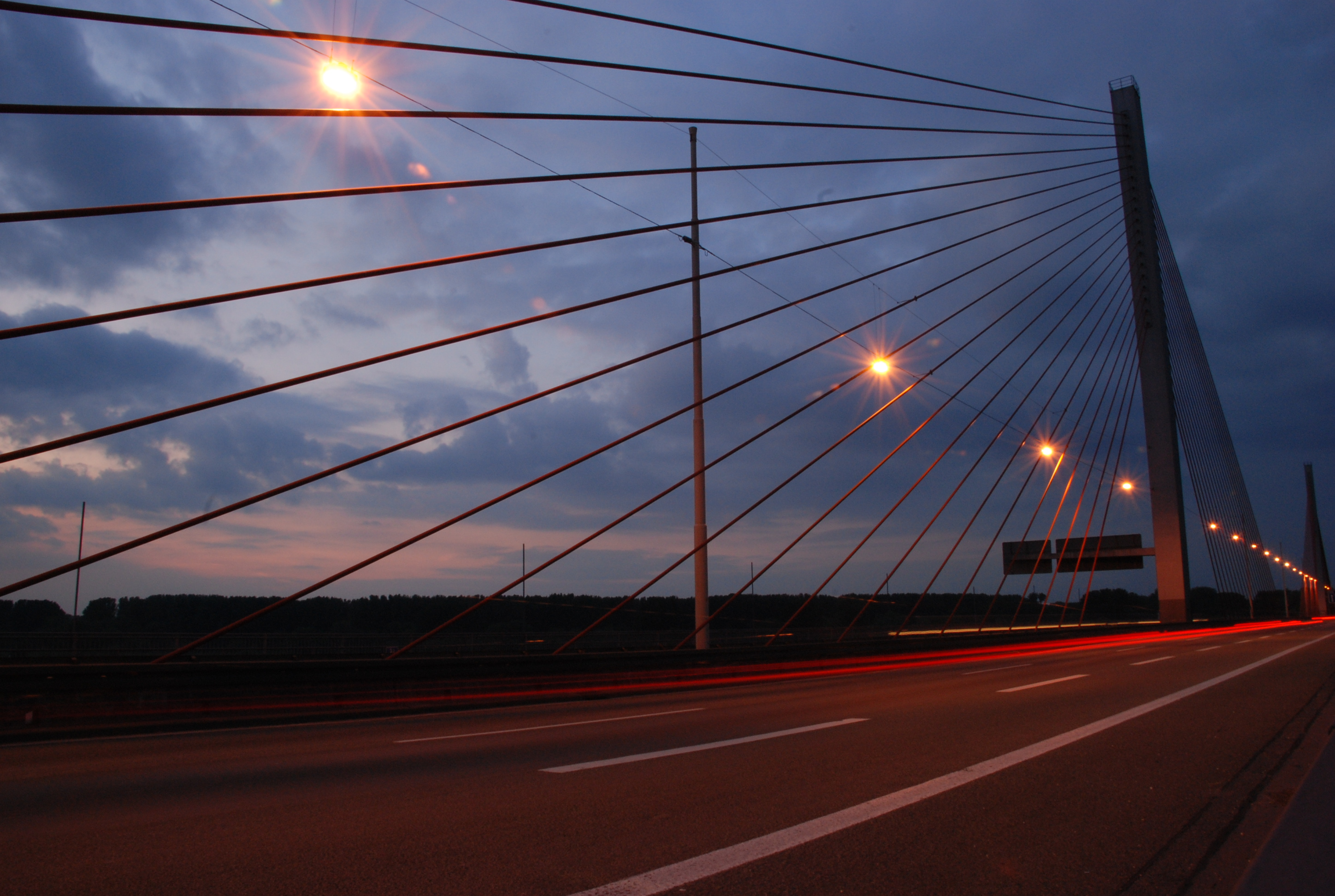
Bei Nacht in Blickrichtung Beuel.

Die Brücke wurde zwischen August 1964 und Juni 1967 nach dem Verwaltungsentwurf gebaut. Dabei wurden einige Vorschläge des Bauunternehmens Hein, Lehmann & Co. AG (z. B. die Verwendung eines Hohlkastens mit 12,6 m Breite statt der vorgesehenen zwei Hauptträger in 25,2 m Abstand) berücksichtigt.
Für den Bau der Strompfeiler wurden Stahlverbundsenkkästen von einer Werft erst schwimmend zur Baustelle bewegt und dann ausbetoniert und abgesenkt. Die Strompfeiler wurden aus massivem Stahlbeton hergestellt und mit Granitmauerwerk verblendet.
Die Trennpfeiler, zwischen Strom- und Vorlandbrücke gelegen, wurden mittels eines Spundwandkastens gegründet und dann als 33,00 m hohe Stahlbetonhohlpfeiler mit einer Breite von 5,50 m gebaut.
Die Montage der Brücke erfolgte in 27 m langen Takten, die aus dem vorgefertigten Versteifungsträger einschließlich des zugehörigen Fahrbahnstreifens bestanden. Diese wurden nach gegenseitiger Anpassung der Stöße (Verbindungsflächen zwischen den Bautakten) durch ein Schiff zur Einbaustelle befördert, wo sie entladen und montiert wurden. Die Montage der beiden Seitenfelder erfolgte mittels Hilfsstützen und Vorbaugerät. Danach wurden die Pylone mit Hilfe von 50 m langen Schwenkmasten gebaut. Die anschließende Montage des Hauptfeldes erfolgte im Freivorbau. Nach der Fertigstellung jedes Abschnitts wurden die zugehörigen Tragseile eingebaut und sowohl im Pylon als auch in den Verankerungsträgern des Kastens verankert. Die Seile waren auf Sollmaße festgelegt worden und mussten nicht nachgespannt werden.

### Sanierung

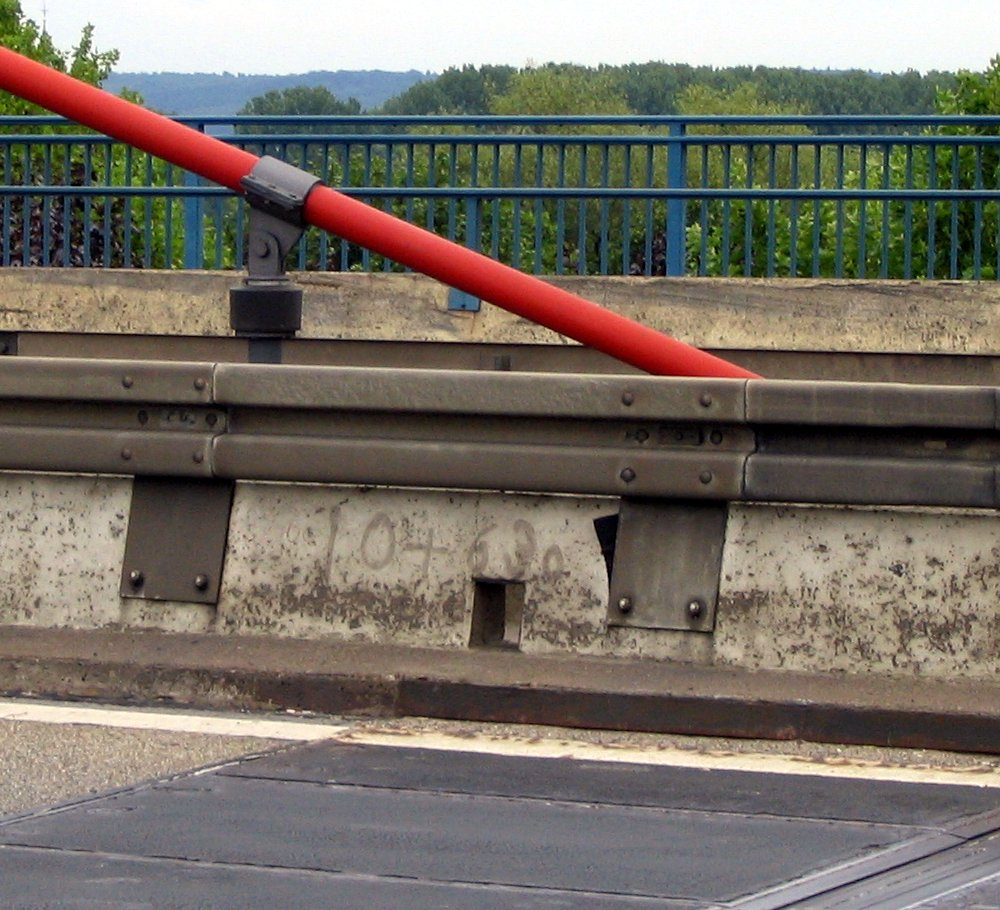
Einer der Schwingungsdämpfer an der Brücke

27 Jahre nach der Fertigstellung der Brücke wurden in den Jahren 1994 bis 1996 die Pylone, Schrägseile und Versteifungsträger saniert. Neben dem Austausch des aus bis zu fünf Schichten bestehenden Korrosionsschutzes wurde auch die Tragfähigkeit der Konstruktionsteile untersucht. Die Seile wurden dazu einer magnetinduktiven Prüfung unterzogen.

### Schwingung der Schrägseile
Am Vormittag des 12. Juni 1998 versetzte ein starker Nordostwind die Schrägseile der Friedrich-Ebert-Brücke in Schwingung, wodurch die Brücke zu vibrieren begann. Auch wenn die Standfestigkeit der Brücke nicht gefährdet war, wurde sie für mehrere Stunden gesperrt, bis die Seile durch Kanthölzer verbunden worden waren, wodurch die Schwingungen stoppten. Um weitere Ereignisse dieser Art zu verhindern, wurden in der Folge insgesamt 20 Schwingungsdämpfer eingebaut.

### Generalsanierung
Im Juli 2007 wurde im Rahmen der alle sechs Jahre stattfindenden Brückenprüfung bekannt, dass eine Generalinstandsetzung der Friedrich-Ebert-Brücke geplant und zeitnah notwendig ist. Sie wurde aufgrund der von 2007 bis 2011 vollzogenen Sanierung und Verbreiterung der nur wenige Kilometer südlicher gelegenen Kennedybrücke und der damit verbundenen Verkehrseinschränkungen vorerst zurückgestellt. Die Instandsetzung sollte nach späteren Planungen 2012, dann aber nach einer Erneuerung der Fahrbahnübergänge in den Sommerferien 2014 – bei der dem Verkehr nur eine Fahrspur in jeder Fahrtrichtung sowie erstmals in Nordrhein-Westfalen eine Rettungsgasse für beide Richtungen zur Verfügung standen – nach mehrfachen Verschiebungen 2018 beginnen und drei bis vier Jahre in Anspruch nehmen. Seit Oktober 2016 dürfen genehmigungspflichtige Schwertransporte die Brücke aufgrund festgestellter statischer Defizite nicht mehr passieren. Nun sollen die Sanierungsarbeiten voraussichtlich 2021 beginnen und bis 2024 dauern (Stand: März 2021).

### Zukunft
Der Ausbau der A565 und der Brücke wird im Bundesverkehrswegeplan unter dem Punkt „weiterer Bedarf“ geführt. Die Landesbetrieb Straßen NRW gab Anfang Juli 2018 bekannt, die Friedrich-Ebert-Brücke bis 2028 abzureißen und durch einen Neubau komplett zu ersetzen. Wie der nordrhein-westfälische Verkehrsminister Hendrik Wüst bei einer Bürgerveranstaltung am 27. Juli 2018 verlauten ließ, soll die Bonner Nordbrücke jedoch nicht vor Fertigstellung der Rheinspange zwischen Wesseling und Niederkassel abgerissen werden – also nicht vor 2030. Die Die Autobahn GmbH des Bundes teilte 2021 mit, dass mit einem Baubeginn des Ersatzneubaus nicht vor 2030 zu rechnen sei und er bis 2034 fertiggestellt sein solle.